# 200 років Південноукраїнському національному педагогічному університету ім. К. Д. Ушинського (монета)
«200 ро́ків Південноукраї́нському націона́льному педагогі́чному університе́ту ім. К. Д. Уши́нського» — ювілейна монета номіналом 2 гривні, випущена Національним банком України. Присвячена одному з найстаріших навчальних закладів України, першому педагогічному вузу на півдні нашої держави, заснованому 2 травня 1817 року в м. Одесі при Рішельєвському ліцеї.
Монету введено в обіг 11 травня 2017 року. Вона належить до серії «Вищі навчальні заклади України».

## Опис та характеристики монети
| Номінал грн. | Метал      | Маса, грам | Діаметр, мм. | Якість виготовлення       | Гурт     | Тираж, штук |
| ------------ | ---------- | ---------- | ------------ | ------------------------- | -------- | ----------- |
| 2            | нейзильбер | 12,8       | 31           | спеціальний анциркулейтед | рифлений | 30 000      |

### Аверс
На аверсі монети розміщено: угорі малий Державний Герб України, напис «УКРАЇНА»; рік карбування монети — «2017», логотип Банкнотно-монетного двору Національного банку України та номінал «2/ГРИВНІ»; у центрі на дзеркальному тлі — фрагмент логотипу Південноукраїнського національного педагогічного університету імені К. Д. Ушинського, під яким написи: «ПІВДЕННОУКРАЇНСЬКИЙ/НАЦІОНАЛЬНИЙ/ПЕДАГОГІЧНИЙ УНІВЕРСИТЕТ/ ІМЕНІ К. Д. УШИНСЬКОГО/200 РОКІВ».

### Реверс
На реверсі монети розміщено зображення сучасної будівлі університету та написи: «GLORIA ET HONOR TIBI MAGISTER!» (угорі півколом), «ODESA» (унизу).

## Автори

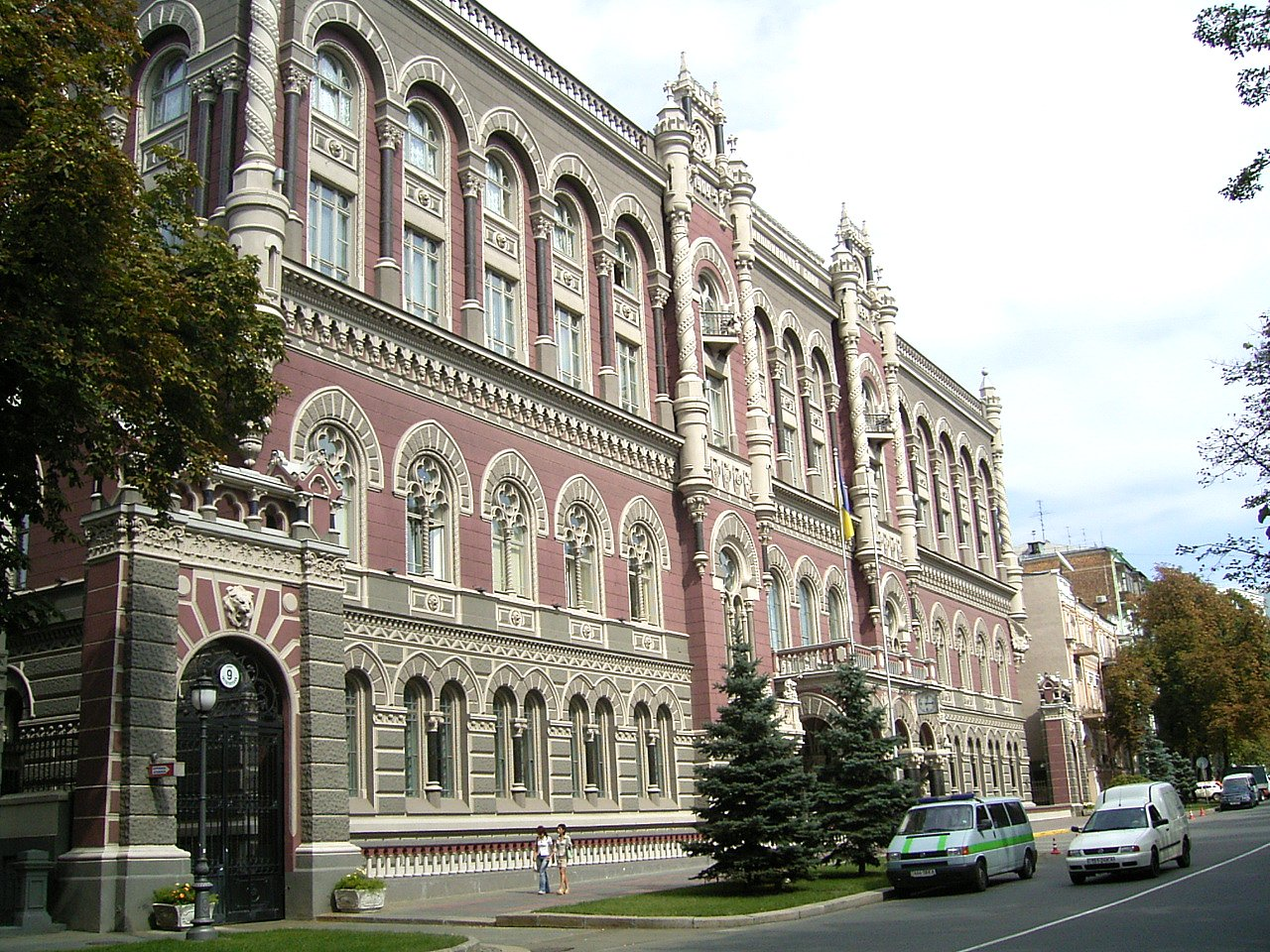
Будівля Національного банку України

- Художник — Атаманчук Володимир.
- Скульптори: Іваненко Святослав, Атаманчук Володимир.

## Вартість монети
Під час введення монети в обіг 2017 року, Національний банк України реалізовував монету через свої філії за ціною 35 гривень.
Фактична приблизна вартість монети, з роками змінювалася так:
| Рік        | 2018 | 2019 | 2020 | 2021 | 2022 | 2023 | 2024 | 2025 |
| ---------- | ---- | ---- | ---- | ---- | ---- | ---- | ---- | ---- |
| Ціна, грн. | 45   | 45   | 45   | 55   | 55   | 120  | 150  | 155  |